# Herb Piusa XII
Herb papieski Piusa XII był oficjalnym herbem Stolicy Apostolskiej w czasie pontyfikatu Piusa XII (1939–1958).

## Opis
Herb składa się z tarczy herbowej, dwóch kluczy św. Piotra, oraz tiary papieskiej umieszczonej nad tarczą. U podstawy tarczy błękitnej trzy fale od dołu błękina, srebrna i zielona. Na zielonej znajdują się trzy szczyty srebrne na których siedzi taki sam gołąbek z gałązką oliwną w dziobie, dziób i łapki złote. Papież Pius XII jako swoją dewizę wybrał Opus iustitiae pax
(Pokój dziełem sprawiedliwości).